# ヤマトシマドジョウA型
ヤマトシマドジョウA型（Cobitis sp. 'yamato' complex type A）は、コイ目ドジョウ科シマドジョウ属に分類される淡水魚である。日本固有種で、山口県の水系でのみ生息する。ヤマトシマドジョウに見た目が似ているが、遺伝的にはオオガタスジシマドジョウやタンゴスジシマドジョウに近縁であると考えられている。しかし、遺伝的に近い本種含め３種は分布域が大きく離れており、生物地理学的に興味深いとされる。

## 分布
本州の山口県の長門地域に流れる、日本海側に注ぐ１水系にのみ生息する。

## 形態
全長は8-10cm。口髭は長く、第2口髭は眼径より明らかに長い。胸鰭腹鰭間筋節数は15。オス胸鰭の骨質盤は単純な円形で、第1分枝軟条の上片は太く、その先端は顕著に伸びる。体側の最も腹側にある縦帯は点列。尾鰭の模様はやや乱れた5-7列の弓状の横帯。

## 生態
河川中流域に生息し、流れがある砂礫底の場所を好む。野外でも2年以上生きると考えられる。飼育下では3年以上生存する。

## 地方名
スナドジョウ、シマドジョウなどと呼ばれている。